# Norman (Adelsgeschlecht)

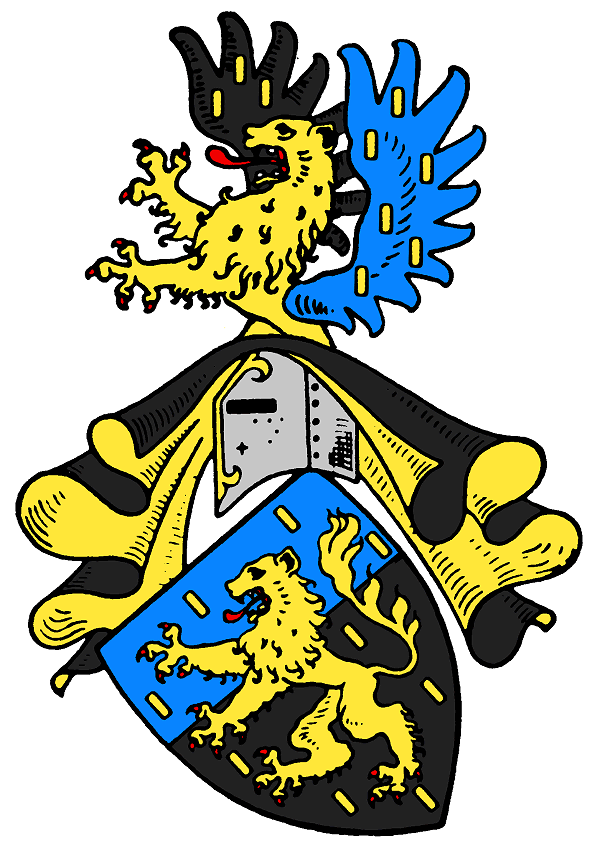
Stammwappen derer von Norman

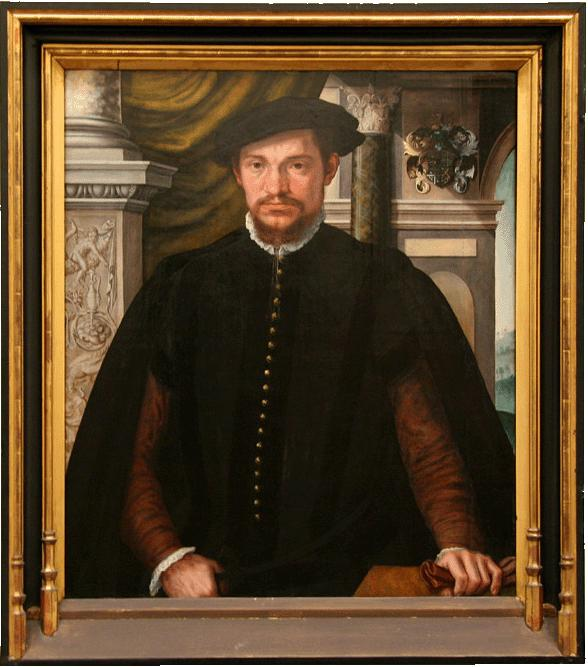
Guillaume de Norman le jeune (Wilhelm IV. von Norman), Kaiserlicher Gesandter, Rat, Vizeadmiral und General-Steuereinnehmer

Norman ist der Name eines alten, ursprünglich aus der Normandie stammenden Adelsgeschlechts, das über Anjou und Burgund nach Flandern kam und dort erst zum spanisch-niederländischen, dann zum österreichisch-niederländischen Adel zählte und heute noch zum niederländischen Adel gehört. Im 18. Jahrhundert wurde nach dem Besitz Audenhove in Flandern der Beiname angenommen. Das Geschlecht erwarb auch Besitz in Österreich und Zweige bestehen bis heute.

## Geschichte
Das Geschlecht beginnt seine Stammreihe mit Guillaume de Norman (Wilhelm von Norman), Gutsbesitzer auf Montreveau, urkundlich erwähnt 1340. Wilhelm IV. von Norman war Gesandter in den Diensten Kaiser Maximilians I. an den Höfen Frankreichs, Spaniens, Englands und an deutschen Fürstenhöfen. Er war Herr auf Helle und Oxelaere, Kaiserlicher Rat, Vizeadmiral von Flandern und General-Steuereinnehmer von Artois, der Picardie und Flanderns.
Vorfahre aller heute lebenden Familienmitglieder ist Philippe de Norman; † 1570, auf Oxelaere und Sainte-Aldegonde.

## Standeserhöhungen
- Spanisch-niederländischer Ritterstand am 12. Oktober 1630 von König Philipp IV. für Jacques de Norman
- Österreichisch-niederländischer Freiherrenstand Wien 22. Juni 1754 (Primogenitur) für Charles Ritter de Norman, auf Audenhove-Sainte-Marie bei Zottegem, Flandern, Kaiserlicher Kämmerer und Staatsrat der österreichischen Niederlande
- Österreichisch-niederländischer Grafenstand Wien 22. Februar 1787 für den Letztgenannten ältesten Sohn Joseph de Norman, Baron d´Audenhove († 1826), Kaiserlicher Kämmerer und Herr und Landstand von Ostflandern
- Aufnahme in die Ritterschaft von Ostflandern als Graf von Norman, Baron von Audenhove 14. April 1816 (für denselben)
- Anerkennung des niederländischen Adelsstandes unter gleichzeitiger Verleihung des Prädikates Jonkheer/Jonkvrouw für die gesamten Familienmitglieder und deren Nachkommen im Jahre 1816
- Niederländischer Grafenstand (Primogenitur) Loo 13. September 1826 für seinen Bruder August Baron de Norman, Königlich niederländischer Kammerherr und Präsidenten der Allgemeinen Rechenkammer im Haag
- Niederösterreichischer Herrenstand 8. März 1842 (für dessen Sohn Ludwig Grafen von Norman und von Audenhove, auf Sitzenthal und Zeillern, Niederösterreich)
- Übergang des niederländischen Grafenstandes (Primogenitur) ´s-Gravenhag 18. Februar 1955 auf Ludwig Maria Bertha Rosa von Norman und von Audenhove, Delegierter des Königlich Ungarischen Handelsministeriums, Direktor an der Montanindustrie, Leutnant außer Dienst
- Übergang des niederländischen Grafenstandes (Primogenitur) ´s-Gravenhag 18. Januar 1977 auf Karl Alexander von Norman und von Audenhove, Generaldirektor
- Übergang des niederländischen Grafenstandes (Primogenitur) ´s-Gravenhag 20. Juni 1995 auf Louis Karl Christian von Norman und von Audenhove, Dr. rer. soc. oec., Generalsekretär des Verbandes der Versicherungsunternehmen Österreichs

## Wappen

Historisches Stammwappen von Norman

### Stammwappen
Stammwappen: Schwarz mit blauem Schildhaupt, das Ganze belegt mit einem goldenen Löwen und bestreut mit goldenen Schindeln. Auf dem Helm mit schwarz-goldenen Decken der Löwe wachsend zwischen mit goldenen Schindeln bestreutem, rechts schwarzen, links blauem Flug (der Flug kommt in einigen Darstellungen auch ganz blau vor).

### Freiherrenwappen
Freiherrliches Wappen (1754): Stammwappenschild mit alter Freiherrenkrone darauf. Schildhalter: Zwei goldene Löwen. Unter dem Ganzen ein Spruchband mit dem Wahlspruch: „Sans etre suis Norman“.

### Grafenwappen
Wappen der Grafen von Norman-Audenhove (1787): Wie Stammwappen, Schildhalter: Zwei widersehende goldene Löwen, der rechte Löwe in der Linken bzw. der linke in der Rechten eine Standarte mit goldener Einfassung halten, die rechts das Schildbild, links in Blau die goldene Inschrift „Sans etre suis Norman“ enthält. Unter dem Ganzen ein Spruchband mit gleicher Inschrift.
Wappen der Grafen von Norman-Audenhove (1826): Wie Stammwappenschild, mit Marquiskrone darauf. Schildhalter und Spruchband: Wie 1787.
Comte August de Norman et d’Audenhove wurde durch den österreichischen Kaiser der niederländische Grafenstand mit der Genehmigung der Führung der Marquiskrone im Wappen für sich und seine Nachkommen bestätigt. Seine Nachkommenschaft darf daher im Unterschied zu den anderen hier ansässigen Grafengeschlechtern, die Marquiskrone, die eine höhere Rangkrone darstellt, anstelle der Grafenkrone führen.

## Bekannte Namensträger
- Wilhelm IV. von Norman, Kaiserlicher Gesandter und Rat, Vizeadmiral von Flandern, General-Steuereinnehmer von Artois, Picardie und Flandern
- Carl Emanuel von Norman, Baron von Audenhove (* 1731; † 1800), Kaiserlicher Kämmerer und Staatsrat der österreichischen Niederlande